# Gerhard Zebrowski
Gerhard Zebrowski (ur. 25 kwietnia 1940 w Bremie, zm. 30 kwietnia 2020 tamże) – niemiecki piłkarz grający na pozycji pomocnika (skrzydłowego).

## Kariera piłkarska

### Wczesna kariera
Urodzony w dzielnicy Bremy – Walle Gerhard Zebrowski karierę piłkarską rozpoczął w juniorach TuS Walle, skąd w 1953 roku przeszedł do juniorów Werderu Brema, w których występował do 1959 roku.

### Werder Brema
Gerhard Zebrowski w 1959 roku przeszedł do seniorskiej drużyny Werderu Brema, w której debiut zaliczył pod okiem trenera Georga Knöpflego 29 listopada 1959 roku w wygranym 7:0 meczu domowym z Bergedorf 85, a także zdobył swojego pierwszego gola dla klubu. Atak Werderu Brema (ustawiany w tamtych czasach w systemie mistrzostw świata, czyli na lewym skrzydle) składał się z zawodników, takich jak: Klaus Hänel, Helmut Schimeczek, Willi Schröder, Günter Wilmovius. Zdobył z Zielono-Białymi czterokrotnie wicemistrzostwo Oberligi północnej (1960, 1961, 1962, 1963), w której rozegrał 71 meczów, w których zdobył 27 goli oraz Puchar Niemiec 1960/1961 po wygranej 2:0 z FC Kaiserslautern rozegranym na Glückauf-Kampfbahn w Gelsenkirchen, w którym Zebrowski nie grał. W sezonie 1962/1963 (ostatnim sezonie starej pierwszej ligi) rozegrał wszystkie 30 meczów, zdobywając w nich 15 goli, a Werder Brema zdobyła wicemistrzostwo Oberligi północnej, tracąc tylko 2 punkty do mistrza rozgrywek – Hamburgera SV, zdobywając jednak najwięcej bramek – 102 gole przy 44 straconych, a środkowy napastnik Zielono-Białych – Dieter Meyer z 37 golami był najlepszym strzelcem rozgrywek, wyprzedzając Uwe Seelera, który zdobył 32 gole.
W 1963 roku Werder Brema przystąpiła do nowo utworzonej Bundesligi. Zebrowski zadebiutował w 2. kolejce sezonu 1963/1964 – 31 sierpnia 1963 roku w przegranym 3:0 meczu wyjazdowym z FC Nürnberg, natomiast 7 września 1963 roku w zremisowanym 2:2 meczu domowym z VfB Stuttgart zdobył swojego pierwszego gola w tych rozgrywkach. W sezonie 1963/1964 rozegrał 27 meczów, w których zdobył 10 goli, a Zielono-Biali pod wodzą trenera Williego Multhaupa zakończyli rozgrywki na 9. miejscu w tabeli ligowej.
W sezonie 1964/1965 Werder Brema została wzmocniona przez zawodników, takich jak: Horst-Dieter Höttges, Klaus Matischak, Hans Schulz i Heinz Steinmann, którzy w dużym stopniu przyczynili się do niespodziewanego zdobycia przez klub mistrzostwa Niemiec, a najlepszymi strzelcami klubu okazali się: Klaus Matischak (12 goli), Zebrowski (11 goli) oraz kapitan Arnold Schütz.
W sezonie 1965/1966 zadebiutował w Pucharze Europy, który zaliczył 6 października 1965 roku w Hamburgu w wygranym 5:0 meczu rundy wstępnej z cypryjskim APOELEM Nikozja, w którym Zebrowski w 78. minucie zdobył swojego jedynego gola w tych rozgrywkach, na 5:0, ustalając tym samym wynik meczu, a 13 października 1965 roku w rewanżowym meczu Zielono-Biali również wygrali 5:0. Zebrowski nie mógł wystąpić w pierwszym meczu I rundy przeciwko jugosłowiańskiemu Partizanowi Belgrad, gdyż jako żołnierz Bundeswehry nie otrzymał zgody na podróż do ówczesnej Jugosławii. Mecz zakończył się przegraną Zielono-Białych 3:0, natomiast w meczu rewanżowym Zielono-Biali wygrali 1:0, jednak to było za mało, by awansować do ćwierćfinału i tym samym klub zakończył udział w tych rozgrywkach. W sezonie 1967/1968 zdobył z klubem wicemistrzostwo Niemiec, a po sezonie 1968/1969 odszedł z klubu. Łącznie w Bundeslidze rozegrał 145 meczów, w których zdobył 40 goli.

### Dalsza kariera
Następnie Zebrowski w latach 1969–1972 reprezentował barwy klubu Regionalliga niemiecka w piłce nożnej – TuS Bremerhaven 93, w którym w sezonie 1969/1970 rozegrał 32 mecze ligowe, w których zdobył 12 goli, a klub mający w składzie zawodników takich jak, m.in.: Horst Bertl, bramkarz Horst Grunenberg, Willi Reimann (27 goli), zakończył rozgrywki ligowe na 6. miejscu. Łącznie w klubie Zebrowski rozegrał 91 meczów ligowych, w których zdobył 29 goli.
Latem 1972 roku został zawodnikiem amatorskiego SV Hemelingen, w którym w 1973 roku w wieku 33 lat zakończył piłkarską karierę.

## Kariera reprezentacyjna
Gerhard Zebrowski w 10 marca 1965 roku rozegrał swój jedyny mecz w reprezentacji RFN B, w którym reprezentacja RFN B zremisowała 1:1 w Hanowerze z reprezentacją Holandii B, a Zebrowski grał na lewym skrzydle, gdyż na prawym skrzydle grał Rudolf Nafziger.

## Statystyki

### Reprezentacyjne
| Reprezentacja | Rok     | Mecze | Gole |
| ------------- | ------- | ----- | ---- |
| RFN B         | 1965    | 1     | 0    |
| Łącznie       | Łącznie | 1     | 0    |

| Mecze w reprezentacji | Mecze w reprezentacji | Mecze w reprezentacji | Mecze w reprezentacji | Mecze w reprezentacji | Mecze w reprezentacji | Mecze w reprezentacji |
| Lp.                   | Data                  | Miasto                | Przeciwnik            | Wynik                 | Rozgrywki             | Uwagi                 |
| --------------------- | --------------------- | --------------------- | --------------------- | --------------------- | --------------------- | --------------------- |
| 1.                    | 10.03.1965            | Hanower               | Holandia B            | 1:1                   | Towarzyski            | od 90'                |

## Styl gry
Gerhard Zebrowski grał na pozycji skrzydłowego oraz był znany ze swojego tempa i dryblingu.

## Sukcesy
Werder Brema
- Mistrzostwo Niemiec: 1965
- Wicemistrzostwo Niemiec: 1968
- Puchar Niemiec: 1961
- Wicemistrzostwo Oberligi północnej: 1960, 1961, 1962, 1963

## Po zakończeniu kariery
Gerhard Zebrowski po zakończeniu kariery piłkarskiej wraz z innym byłym piłkarzem Werderu Brema – Klausem Matischakiem prowadził gazetkę meczową Werderu Brema – "Werder-Echo" oraz do śmierci regularnie chodził na mecze na Weserstadion.

## Życie prywatne
Gerhard Zebrowski mieszkał wraz z rodziną w dzielnicy Bremy – Grolland. Zmarł 30 kwietnia 2020 roku w Bremie w wieku 80 lat.